# Jelena Buninová
Jelena Igorevna Buninová (* 12. května 1976, Moskva, RSFSR, Sovětský svaz) je ruská matematička a manažerka, doktorka fyzikálních a matematických věd, profesorka katedry vyšší algebry na Fakultě mechaniky a matematiky Lomonosovovy univerzity v Moskvě, do ruské invaze na Ukrajinu generální ředitelka společnosti Yandex v Rusku (od 1. prosince 2017 do 15. března 2022 a od 16. března do 2. dubna 2022).

## Životopis
Elena Bunina se narodila 12. května 1976 v Moskvě v rodině historika a politologa Igora Michajloviče Bunina. Vystudovala matematickou třídu 57. školy, kde později vyučovala matematickou analýzu.
V roce 1993 vstoupil Bunina na Fakultu mechaniky a matematiky Lomonosovovy univerzity a zároveň studovala matematiku na Matematické akademii Nezávislé moskevské univerzity.

## Vědecká kariéra
Po absolvování specializace a NMU nastoupila na postgraduální studium katedry mechaniky a matematiky Lomonosovovy univerzity na katedře vyšší algebry, kde pod vedením profesora Alexandra Vasiljeviče Michaleva obhájila dizertační práci na titul kandidáta fyzikálních a matematických věd na téma „Elementární ekvivalence lineárních a algebraických skupin“.
V roce 2001 začala vyučovat programování na Fakultě mechaniky a matematiky Lomonosovovy univerzity, po roce 2005 začala pracovat na katedře vyšší algebry, kde vyučuje algebru do současnosti. Elena Bunina je také na Moskevském institutu fyziky a technologie vedoucí oddělení analýzy dat FPMI.
V roce 2010 obhájila disertační práci pro titul doktorky věd na téma „Automorfismy a elementární ekvivalence Chevalleyhy skupin a dalších odvozených struktur“. Buninová je autorkou a spoluautorkou více než 50 vědeckých článků o elementárních vlastnostech algebraických struktur a dalších otázkách algebry a matematické logiky.

## Yandex
V roce 2007 měla společnost Yandex stovky lidí a pociťoval vážný nedostatek zaměstnanců, který nemohli uspokojit absolventi technických univerzit, kteří neměli žádné zkušenosti s psaním kódu pro komerční produkty. Pokusy zakladatelů společnosti Arkadije Volože a Ilji Segaloviče dohodnout se na otevření specializovaného oddělení na univerzitě byly neúspěšné. Ilja Mučnik, vedoucí univerzitního výzkumu, který mnoho let pracoval na Rutgersově univerzitě v New Jersey, poradil podnikatelům, aby si v Yandexu vytvořili vlastní školu programování. V roce 2007 byla Elena Buninová přizvána do projektu Školy datové analýzy (ŠAD), kde vedla oddělení informatiky. Projekt se ukázal jako úspěšný: již v prvním roce do něj nastoupilo 80 posluchačů proti plánovaným 30, z nichž 36 studium dokončilo. Celkem školu v letech 2007-2017 absolvovalo více než 600 lidí.
V letech 2008-2011 vedla oddělení Yandexu pro práci s akademickými programy a od roku 2011 pracovala jako HR manažerka. Opakovaně mezi lety 2012 a 2016 byla Buninová zařazena mezi nejvýše hodnocené HR manažery, v žebříčku nakladatelství Kommersant a Asociace manažerů Ruska.
Dne 1. prosince 2017 se Bunina stal generální ředitelkou ruského Yandexu a nahradila na tomto postu Alexandra Šulgina.
Na pozici CEO ruského Yandexu byla Buninová 15. března 2022 na vlastní žádost nahrazena Tigranem Chudaverjanem, který novou pozici spojil s pozicí generálního ředitele celé skupiny společností a Jelena zůstaka na pozici HR manažerky. Dne 16. března opět převzala funkci generální ředitelky poté, co se jí Tigran Chudaverjan vzdal kvůli sankcí uvaleným na vybrané ruské činitele.
2. dubna 2022 Bunina opustila post generální ředitelky Yandexu a z Kypru, kde byla v době ruské invaze na Ukrajinu na dovolené, se nevrátila do Ruska, ale do Izraele s tím, že „nemůže žít v zemi, která je ve válce se svými sousedy“. Z Izraele pracuje nadále jako HR manažerka Yandexu.
Buninová je členem dozorčí rady společnosti ANO - digitální ekonomika, dozorčí rady Vysoké ekonomické školy Národní výzkumné univerzity a odborné rady Všeruského vzdělávacího centra pro nadané děti Sirius se sídlem v město Soči.

## Rodina
Buninová je vdaná a má čtyři děti.